# 勝利への旅立ち
『勝利への旅立ち』（しょうりへのたびだち、原題: Hoosiers）は、1986年に製作されたアメリカ合衆国の映画作品。インディアナ州の小さな町の高校バスケットボールチームの栄光を描いた実話を基にした作品で、2001年にUSAトゥデイ紙は「歴代のスポーツ映画の中でも最も素晴らしい」と評した。アカデミー賞でジェリー・ゴールドスミスが作曲賞、デニス・ホッパーが助演男優賞にノミネートされた。

## あらすじ
1951年、ノーマン・デールはインディアナ州の高校に採用され、社会科教師兼バスケットボールチームのヘッドコーチになった。学校のトップ選手の一人、ジェームス・チャットウッドがプレーをやめて、学校の勉強に集中することを選んだことを知った町の人々は、不満を表明した。学校の入学者数が非常に少ないため、チームにはあと7人しか選手がいなかった。
最初の練習セッション中、ノーマンは無礼な行為をしたバディ・ウォーカーをベンチに置き、他の選手たちに基礎練習とコンディショニングを指示するが、スクリメージやシュートの練習はさせず、選手たちをひどく失望させた。ノーマンはハスカーズに対し、シュートする前に4回パスするよう指示する。シーズン開幕戦、ラデはコーチの命令に従わず、ファーストパスをせずにバスケットメイクを繰り返した。ノーマンはラデをベンチに置き、プレーできる選手は4人だけになった。
その後の試合で、両チームの選手間でいざこざが起き、敵チーム選手がノーマンにジャブを浴びせたところ、選手のレイドがコーチを守ろうと反撃した。同校の校長兼副ヘッドコーチを務めるクレタス・サマーズは騒動に巻き込まれ、軽い心臓発作を起こした。ノーマンは選手たちに、すぐには質の高い結果をもたらさない、ゆっくりとした守備的なスタイルを採用することを要求し、コミュニティのサポートを得にくくなる。
アシスタントコーチのポストが空席になったため、ノーマンは選手の父でアルコール依存症のウィルバー・フラッチをそのポストに採用する。ウィルバーはバスケットボールのセッション中ずっと断酒を余儀なくされた。シーズンも半分が過ぎ、町民たちがこれまでの活動にいまだ慣れていない状況で、タウンミーティングが開催される。同僚教師のマイラ・フリーナーは、ノーマンの過去に何か問題があるのではないかと疑っていた。調べた結果、ノーマンは大学のバスケットボールのコーチだったが、選手を殴打したことで出場停止処分を受けたことが判明した。マイラはこの情報を町の人々に広めないことに決めたが、ノーマンにもう一度チャンスを与えるか、完全に解雇するかの議論は続いた。その矢先、ジェームスが不意にミーティング会場に現れ、ノーマンがヘッドコーチとしてそのまま残る場合に限りチームに戻ると表明した。町の人々は再考し、再投票でノーマンをバスケットボールのコーチとして留任させた。
ジェームスが戻ってきたことでチームは活気づき、以前よりも勝つことが増えた。ジェームスの目立たないが英雄的な活躍により、チームは州プレーオフトーナメントへの出場権を獲得した。しかし、ウィルバーはアルコール依存症が再発し、精神病棟に入院した。フージャーズは州選手権に進出し、インディアナポリスの大きなアリーナで大本命のサウスベンド・セントラル・ベアーズと対戦する。当初はベアーズが優勢だったが、フージャーズが逆転し、試合終了のブザーが鳴る前にジェームスが最後のシュートを成功させ、州選手権優勝を果たした。

## キャスト
| 役名               | 俳優               | 日本語吹替 | 日本語吹替 |
| 役名               | 俳優               | テレビ朝日版 |            |
| ------------------ | ------------------ | --- | ---------- |
| ノーマン・デイル   | ジーン・ハックマン | 池田勝 |            |
| マイラ・フリーナー | バーバラ・ハーシー | 高島雅羅 |            |
| シューター         | デニス・ホッパー   | 納谷六朗 |            |
| ジョージ           | チェルシー・ロス   | 小形満 |            |
| その他             |                    | 草尾毅 稲葉実 田原アルノ 田口昂 西村知道 竹口安芸子 塚田正昭 辻親八 石森達幸 小野健一 長島雄一 子安武人 古田信幸 星野充昭 佐久田修 |            |
|                    |                    | |            |
| 演出               |                    | 伊達康将 |            |
| 翻訳               |                    | 岩本令 |            |
| 調整               |                    | 高久孝雄 |            |
| 効果               |                    | リレーション |            |
| 制作               |                    | 東北新社 |            |
| 初回放送           |                    | 1993年10月13日 『シネマエクスプレス』                                                                                              |            |